# Comando de Aeródromo E 14/XVII
El Comando de Aeródromo E 14/XVII (Flieger-Horst-Kommandantur E 14/XVII) fue una unidad de la Luftwaffe durante la Segunda Guerra Mundial.

## Historia
Fue formado en abril de 1941, a partir del XVII Comando Administrativo Aéreo. El 1 de abril de 1944 es renombrado como Comando de Aeródromo E (v) 222/VIII.

## Servicios
- julio de 1941 – octubre de 1942: en Niš (Yugoslavia).
- enero de 1943: en Slavjanskaja (Rusia).
- diciembre de 1943 – abril de 1944: en Călărași (Rumanía).